# Mosquete Modelo 1752
El Modelo 1752 era un mosquete inventado en 1752 y que fue empleado por el Ejército español hasta mediados de la década de 1850, cuando fue reemplazado por el más efectivo fusil Minié.

## Historia y desarrollo
El Modelo 1752 fue el primer mosquete estándar del Ejército español y fue desplegado en el Virreinato de Nueva España, donde entró en combate durante la invasión británica de Cuba. España también suministró entre 10.000 a 12.000 mosquetes a los rebeldes norteamericanos durante su lucha contra el gobierno británico.
Demostrando ser convencional para la época, el mosquete tuvo un largo servicio bajo la Corona española y fue suministrado a diversas unidades de primera línea a lo largo de las múltiples colonias españolas. El Modelo 1752 fue ampliamente utilizado hasta mediados de la década de 1850, cuando cada vez más ejércitos empezaron a adoptar fusiles de avancarga que disparaban balas Minié (categorizados como "mosquetes estriados").
El Modelo 1752 recibió algunas modificacines en 1755 y 1757.
El Modelo 1752 tenía algunas características asociadas con la guerra terrestre de aquel período (en general infantería de línea). Era un arma larga y pesada, cuya culata y guardamanos estaban hechos de una sola pieza de madera, albergando el cañón y el mecanismo de disparo. Siendo un arma de avancarga, la pólvora y la bala eran introducidas por la boca del cañón con ayuda de una baqueta, que se guardaba debajo del cañón dentro de un canal tallado en el guardamanos. El cañón estaba unido al guardamanos en varios puntos, usualmente con ayuda de dos abrazaderas de latón y una cubierta cerca de la boca del cañón que tenía un tubo para introducir la baqueta debajo de cañón. Su mecanismo de disparo era la llave de chispa, que para disparar precisaba un trozo de sílex montado entre las quijadas del martillo y su amartillamiento. Otros pasos adicionales incluían añadir pólvora en la cazoleta y la recámara del cañón antes de introducir la bala, que podía estar suelta o ir dentro de un cartucho de papel que a su vez servía como estopa. La culata tenía una empuñadura recta que estaba ligeramente inclinada hacia abajo y una cantonera. Para apuntar se usaba un alza fija y un punto de mira, los cuales estaban moldeados en la primera abrazadera y en la cubierta delantera respectivamente. El gatillo estaba protegido por un guardamonte oblongo. Su mecanismo de disparo era singular, conocido como llave de Miquelete, que tenía algunas modificaciones en el muelle y el martillo.